# Drickesmyrhöjden
Drickesmyrhöjden är ett naturreservat i Kramfors kommun i Västernorrlands län.
Området är naturskyddat sedan 2015 och är 57 hektar stort. Reservatet ligger i nordostsluttningen av bergen Drickesmyrhöjden och Västersjöberget och består av grandominerad naturskog.